# Halogenkochfeld
Ein Halogenkochfeld (auch Halogenkochzone) ist ein Kochfeld, bei dem das Kochgeschirr durch Infrarotstrahlung erwärmt wird.

## Prinzip
Unterhalb des üblicherweise aus Glaskeramik (z. B. Ceran) bestehenden Kochfeldes befindet sich eine Heizspirale, in der ein mit Halogen gefülltes Glasrohr untergebracht ist. Dieser Strahler erzeugt kurzwellige Infrarotstrahlen. Im Prinzip funktioniert das Halogenkochfeld wie eine Halogenglühlampe. Während eine Halogenglühlampe mit 3.500 K strahlt, tut dies ein Halogenkochfeld mit 2.500 K. Etwa 10 % der Energie sind sichtbares Licht, weswegen die Heizspirale unter der durchsichtigen Glasplatte rötlich scheint. Der Rest ist Infrarotstrahlung, welche die Glaskochplatte passiert.
Häufig werden auch Kombinationen (Semihalogen) aus Halogenheizstrahlern und konventionellen Strahlungsheizkörpern (frei strahlende Heizleiter) als Halogenkochzonen angeboten.

## Vergleich mit anderen Kochfeldern
Gegenüber einer konventionellen gusseisernen Kochplatte hat die Halogenkochzone eine geringere Reaktionszeit bei Einstellungsänderungen, wodurch die Vorwärmzeit verkürzt wird und ein schnelleres und besser dosierbares Anbraten möglich wird. Gegenüber einem Induktionskochfeld hat die Halogenkochzone den Vorteil, dass kein spezielles Kochgeschirr benötigt wird.
Ein Nachteil der Halogenkochzonen sind im Vergleich zu konventionellen Kochplatten die hohen Kosten. Im Vergleich zum Induktionskochfeld sind die schlechteren Reaktionszeiten zu nennen. Die Entfernung von Angebranntem auf dem Kochfeld ist schwieriger und soll oft Kratzer hinterlassen.
Bei der Energieeffizienz ist das Halogenkochfeld besser als eine gusseiserne Kochplatte, aber schlechter als ein Induktionskochfeld.